# Хверфисгата
Хверфисгата (исл. Hverfisgata) — улица, расположенная в центре столицы Исландии Рейкьявике. Улица проходит параллельно Лёйгавегюру и тянется от Хлеммюра вниз до Лайкьяргаты. В переводе Хверфисгата означает «соседская улица».

## История

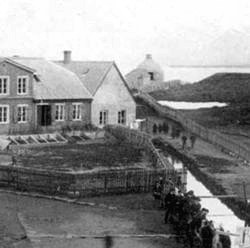
Хверфисгата в 1934 году

Хверфисгата изначально считалась версией Лёйгавегюра для бедняков, так как на улице было не так много ресторанов и магазинов.
Единственной достопримечательностью, которая выделялась в то время, был Национальный театр Исландии, открывшийся в апреле 1950 года после ухода британской армии. Тем не менее, уже в XX веке эта улица стала одной из самых оживленных улиц в столице.

## Туризм
Улица Хверфисгата довольно тесно связана с туристической деятельностью в Исландии, так как эта улица является важным маршрутом в различных пешеходных экскурсиях по Рейкьявику.
Туристов привлекает и архитектура Хверфисгаты, поскольку на ней расположены строения как традиционной, так и современной архитектуры. Также можно заметить, что на этой улице развита культура стрит-арта, так как можно встретить очень много работ в этом стиле.

## Достопримечательности
На улице Хверфисгата можно увидеть следующие достопримечательности:
- Национальный дом культуры, Хверфисгата 15;
- Национальный театр, Хверфисгата 19;
- Здание посольства Дании, Хверфисгата 29
- Здание «Norðurpóll»[2], Хверфисгата 125 и т. д.